# 長北地区
長北地区（ちょうほくちく）は山口県北部地方の呼称の一つ。古くは長門国と呼ばれた山口県の日本海側をいい北長門（きたながと）、北浦地区（きたうらちく）とも呼ばれる。

## 定義

山口県 地域区分図
が萩広域都市圏
が長門広域都市圏

日本海に面した山口県北部（旧長門国北部）の地域圏区分としては、萩市（旧市街地）を中心とする都市計画区域として萩広域都市圏（1市1町）と、長門市を中心とする都市計画区域として長門広域都市圏（1市）がある。
萩広域都市圏
山口県発表の2007年1月1日の推計人口は60,787人。
- 萩市
- 阿武町

長門広域都市圏
山口県発表の2007年1月1日の推計人口は40,439人。
- 長門市

いずれも地域圏の人口が10万人を超えておらず、広域行政区分として隣接する両地域を総称して一つの地域圏と見なすことがある。この2市1町が『長北地区』と呼ばれる地域である。
なお、長門広域都市圏と一定の経済的な結びつきがある美祢市（本来は宇部・小野田広域都市圏に含まれる）を含めた3市1町を指すこともある。ただし、気象庁（下関地方気象台）発表の天気予報における区分では3市1町を指して単に『山口県北部』と呼ばれる。また、警報注意報区分では「萩・美祢」「長門」にさらに区分される。

### 都市圏
都市雇用圏（10% 通勤圏）の変遷
- 10% 通勤圏に入っていない自治体は、各統計年の欄で灰色かつ「-」で示す。

| 自治体 ('80) | 1980年              | 1990年              | 1995年              | 2000年              | 2010年              | 自治体 （現在） |
| ------------ | ------------------- | ------------------- | ------------------- | ------------------- | ------------------- | --------------- |
| 阿武町       | 萩 都市圏 6万5006人 | 萩 都市圏 6万0438人 | 萩 都市圏 5万7288人 | 萩 都市圏 5万6566人 | 萩 都市圏 5万7490人 | 阿武町          |
| 萩市         | 萩 都市圏 6万5006人 | 萩 都市圏 6万0438人 | 萩 都市圏 5万7288人 | 萩 都市圏 5万6566人 | 萩 都市圏 5万7490人 | 萩市            |
| 川上村       | 萩 都市圏 6万5006人 | 萩 都市圏 6万0438人 | 萩 都市圏 5万7288人 | 萩 都市圏 5万6566人 | 萩 都市圏 5万7490人 | 萩市            |
| 福栄村       | 萩 都市圏 6万5006人 | 萩 都市圏 6万0438人 | 萩 都市圏 5万7288人 | 萩 都市圏 5万6566人 | 萩 都市圏 5万7490人 | 萩市            |
| 旭村         | 山口 都市圏         | 山口 都市圏         | -                   | 萩 都市圏 5万6566人 | 萩 都市圏 5万7490人 | 萩市            |
| 須佐町       | -                   | -                   | -                   | -                   | 萩 都市圏 5万7490人 | 萩市            |
| むつみ村     | -                   | -                   | -                   | -                   | 萩 都市圏 5万7490人 | 萩市            |
| 田万川町     | -                   | 益田 都市圏         | 益田 都市圏         | 益田 都市圏         | 萩 都市圏 5万7490人 | 萩市            |
| 長門市       | -                   | -                   | -                   | -                   | -                   | 長門市          |
| 日置町       | -                   | -                   | -                   | -                   | -                   | 長門市          |
| 三隅町       | -                   | -                   | -                   | -                   | -                   | 長門市          |
| 油谷町       | -                   | -                   | -                   | -                   | -                   | 長門市          |

- 2005年3月6日：萩市と阿武郡川上村・田万川町・むつみ村・須佐町・福栄村・旭村が新設合併し（新）萩市が発足。
- 2005年3月22日：長門市と大津郡日置町・三隅町・油谷町が新設合併し（新）長門市が発足。

## 概観
山陰地方の西端部に当たり、農業・漁業などの第一次産業と観光産業が中心。県内でも高齢化・過疎化が進んでいる地域の一つでもある。人口10万人以上の都市が存在せず、都市圏（5%都市圏）を形成できていない地域と考えられる。
萩市と長門市がほぼ同等の求心力を持っており、地形的にも山で隔てられていることもあって、経済圏は両市を中心に独立していると言える。
2015年まで施行されていた山口県立高校全日制普通科の学区制では、長北地区で萩学区を構成していた。

## 地域メディア
萩地域
- FM NANAKO
- 萩ケーブルネットワーク

長門地域
- FM AQUA
- ほっちゃテレビ
- 長門時事新聞